# Corpus Christianorum
Het Corpus Christianorum is een reeks van wetenschappelijke uitgaven met betrekking tot de westerse kerkgeschiedenis van de late oudheid tot de late middeleeuwen.
De reeks is ontstaan onder impuls van dom Anselmus Hoste van de Brugse Sint-Pietersabdij (Brugge). Het eerste deel werd in 1954 gepubliceerd. Jarenlang stond de abdij ook in voor de samenstelling, druk en verspreiding van de reeks. Het originele opzet was een wetenschappelijke editie van de verschillende Latijnse kerkvaders. Dit onderdeel wordt de Series Latina genoemd. Nadien zijn er nog verschillende series aan de reeks toegevoegd. De verantwoordelijkheid voor de volledige reeks is uiteindelijk overgedragen aan de Turnhoutse uitgeverij Brepols, net als de bibliotheek van de abdij.
Aangeboden manuscripten dienen te voldoen aan de strengste regels van de ekdotiek en worden steeds voorafgegaan door een grondige wetenschappelijk inleiding over de geschiedenis van de uitgegeven tekst. De edities in het Corpus Christianorum worden dan ook vaak als een van de standaardedities van de betrokken teksten beschouwd.
De belangrijkste series zijn er onder meer:
- Corpus Christianorum Series Latina (CCSL): ca. 160 delen. Editie van de Latijnse Kerkvaders
- Corpus Christianorum Series Graeca (CCSG): ca. 90 delen. Editie van de Griekse Kerkvaders
- Corpus Christianorum Continuatio Medievalis (CCCM): ca. 270 delen. Editie van religieuze en historisch middeleeuwse teksten
- Corpus Christanorum Autographa Medii Aevi (CCAMA): 6 delen. Editie van autografe geschriften van middeleeuwse auteurs
- Corpus Christianorum Apocryphal Texts Series (CCATS): ca. 20 delen. Editie van apocriefe geschriften van het Oude en het Nieuwe Testament. Deze serie kan teksten in verschillende talen bevatten.

Daarnaast zijn er ook enkele reeksen ontstaan die wetenschappelijke studies, Thesauri, woordenboeken en andere linguïstische analyses met betrekking tot de uitgegeven teksten bevatten.